# Przybycie Marii Medycejskiej do Marsylii (obraz Petera Paula Rubensa)
Przybycie Marii Medycejskiej do Marsylii (niderl. De aankomst van Maria de' Medici in Marseille) – obraz flamandzkiego malarza Petera Paula Rubensa, namalowany w latach 1622–1625 w ramach cyklu Historia Marii Medycejskiej.
Był dziewiątym dziełem z cyklu. Na Historię składa się 21 obrazów przedstawiających sceny z życia Marii oraz trzy portrety jej i rodziców. Płótna powstały z przeznaczeniem na wyposażenie Pałacu Luksemburskiego, obecnie znajdują się w Luwrze. Stanowią największe przedsięwzięcie w dziejach malarstwa sztalugowego.

## Opis obrazu
Obraz przedstawia moment zejścia Marii Medycejskiej ze statku w Marsylii. Przybyła ona do Francji, już jako żona króla Henryka IV. Maria w towarzystwie dwóch kobiet schodzi po trapie na ląd, witana jest przez mężczyznę w hełmie i okrytego niebieskim płaszczem ozdobionym fleur-de-lis. Ta bezimienna postać symbolizuje Francję, radość jej mieszkańców z przybycia żony monarchy. Z tyłu za plecami kobiet, stoi dumny mężczyzna, zapewne przedstawiciel Florencji, na kolebkowej konstrukcji przypominającej łuk triumfalny znajdują przedstawienia insygniów koronacyjnych m.in. korony.
Płótno Rubensa jest alegorią, w której postacie historyczne znajdują się na drugim planie, a eksponowane odwołania do mitologii rzymskiej podnoszą uroczystość i wyjątkowość wydarzenia. Jest to alegoria radości, łącząca ze sobą niebo, ziemię i morze. Na pierwszym planie dominuje wyłaniająca się z morza grupa Neptuna, który w otoczeniu trytonów i trzech Nereid, stanowi swoistą eskortę chroniącą Marię Medycejską w podróży i uświetniającą moment zejścia z pokładu. Nad głowami zebranych unosi się Fama dmąca jednocześnie w dwie trąby i ogłaszająca ludowi Francji nowinę o przybyciu królowej. Nereidy ilustrują także typ kobiecej urody, który preferował Rubens.